# Kumi
Kumi is de hoofdplaats van het district Kumi in het oosten van Oeganda.
Kumi telde in 2002 bij de volkstelling 8367 inwoners.